# یواس‌اس واسپ (سی‌وی-۱۸)
یواس‌اس واسپ (سی‌وی-۱۸) (به انگلیسی: USS Wasp (CV-18)) یک کشتی بود که طول آن As built:
۸۲۰ فوت (۲۵۰ متر) waterline
۸۷۲ فوت (۲۶۶ متر) overall بود. این کشتی در سال ۱۹۴۳ ساخته شد.